# Władysław Heraskewycz
Władysław Mychajłowycz Heraskewycz (ukr. Владислав Михайлович Гераскевич; ur. 12 stycznia 1999 w Kijowie) – ukraiński skeletonista, olimpijczyk z Pjongczangu 2018 i z Pekinu 2022.

## Życie prywatne
Syn bobsleisty Mychajło Heraskewycza. Studiuje fizykę na Uniwersytecie Kijowskim. Podczas Inwazji Rosji na Ukrainę w 2022 próbował zaciągnąć się do armii ukraińskiej, nie został jednak przyjęty z powodu braku doświadczenia wojskowego. Służył jako wolontariusz w strefie działań wojennych.

## Kariera
Jest pionierem skeletonu na Ukrainie - przed jego zaangażowaniem się w ten sport, nie istniała ukraińska reprezentacja narodowa. Był pierwszym ukraińskim skeletonistą, który wystąpił na igrzyskach olimpijskich i mistrzostwach świata. Po zajęciu przez niego 12. miejsca podczas igrzysk w Pjongczangu, ukraińska telewizja publiczna rozpoczęła transmisje z Pucharu Świata w skeletonie.
Podczas igrzysk w Pekinie w 2022 zdobył międzynarodowy rozgłos, gdy po swoim ostatnim ślizgu pokazał do kamery kartkę z napisem w języku angielskim No war in Ukraine (z ang. Nie dla wojny na Ukrainie), zwracając uwagę na ówczesną napiętą sytuację pomiędzy Ukrainą i Rosją oraz dyslokację wojsk rosyjskich przy granicach z Ukrainą. Według komentatorów Heraskewycz naraził się tym samym na karę za polityczną manifestację, jednak Międzynarodowy Komitet Olimpijski uznał wydarzenie za przesłanie pokojowe bez konkretnego adresata i nie nałożył za nie kary.

## Udział w zawodach międzynarodowych
| Impreza                        | Rok   | Gospodarz            | Miejsce |                      |      |            |     |
| ------------------------------ | ----- | -------------------- | ------- | -------------------- | ---- | ---------- | --- |
| Impreza                        | Rok   | Gospodarz            | Miejsce | Igrzyska olimpijskie | 2018 | Pjongczang | 12. |
| 2022                           | Pekin | 18.                  |         | Igrzyska olimpijskie |      |            |     |
| Mistrzostwa świata             | 2017  | Schönau am Königssee | 24.     |                      |      |            |     |
| Mistrzostwa świata             | 2019  | Whistler             | 14.     |                      |      |            |     |
| Mistrzostwa świata             | 2020  | Altenberg            | 14.     |                      |      |            |     |
| Mistrzostwa świata             | 2021  | Altenberg            | 13.     |                      |      |            |     |
| Mistrzostwa Europy             | 2017  | Innsbruck            | 15.     |                      |      |            |     |
| Mistrzostwa Europy             | 2019  | Innsbruck            | 15.     |                      |      |            |     |
| Mistrzostwa Europy             | 2020  | Sigulda              | 11.     |                      |      |            |     |
| Mistrzostwa Europy             | 2021  | Winterberg           | 11.     |                      |      |            |     |
| Mistrzostwa Europy             | 2022  | Sankt Moritz         | 10.     |                      |      |            |     |
| Mistrzostwa świata juniorów    | 2016  | Winterberg           | 17.     |                      |      |            |     |
| Mistrzostwa świata juniorów    | 2017  | Sigulda              | 10.     |                      |      |            |     |
| Mistrzostwa świata juniorów    | 2018  | Sankt Moritz         | 12.     |                      |      |            |     |
| Mistrzostwa świata juniorów    | 2019  | Schönau am Königssee | 7.      |                      |      |            |     |
| Mistrzostwa świata juniorów    | 2020  | Winterberg           | 4.      |                      |      |            |     |
| Mistrzostwa świata juniorów    | 2021  | Sankt Moritz         | 6.      |                      |      |            |     |
| Igrzyska olimpijskie młodzieży | 2016  | Lillehammer          | 8.      |                      |      |            |     |
| Mistrzostwa Europy juniorów    | 2021  | Innsbruck            | 7.      |                      |      |            |     |